# Riddick Parker
Riddick Thurston Parker, Jr., född 20 november 1972 i Emporia, Virginia, död 19 augusti 2022, var en amerikansk  professionell utövare av amerikansk fotboll. Han spelade för New England Patriots säsongen 2001 och fick en Super Bowl-ring efter att laget vann Super Bowl XXXVI. Han spelade inte i själva finalmatchen mot St. Louis Rams.
Parker studerade vid University of North Carolina at Chapel Hill och spelade i collegelaget North Carolina Tar Heels.
Under sin NFL-karriär spelade Parker för Seattle Seahawks, New England Patriots och Baltimore Ravens.